# Ett bra år
Ett bra år (engelska: A Good Year) är en amerikansk långfilm från 2006 i regi av Ridley Scott, med Freddie Highmore, Albert Finney, Russell Crowe och Rafe Spall i rollerna. Manuset till filmen är baserat på en roman av Peter Mayle.

## Handling
När Max Skinner förlorar sitt jobb på en finansbyrå i London flyttar han till Provence och en vingård han ärvt av sin bortgångne farbror Henry. Just som han börjat finna sig tillrätta med sin nya tillvaro dyker en kvinna, Christine Roberts, upp som också gör anspråk på egendomen.

## Rollista
| Freddie Highmore | – unge Max         |
| Albert Finney    | – farbror Henry    |
| Russell Crowe    | – Max Skinner      |
| Abbie Cornish    | – Christie Roberts |
| Marion Cotillard | – Fanny Chenal     |
| Rafe Spall       | – Kenny            |
| Archie Panjabi   | – Gemma            |
| Richard Coyle    | – Amis             |
| Tom Hollander    | – Charlie Willis   |